# Legami di sangue (film 1989)
Legami di sangue (Blood Red) è un film del 1989 diretto da Peter Masterson.

## Trama
Nella California del 1890, la famiglia Collogero, di origine siciliana, lavora nel settore vinicolo e vede i suoi terreni minacciati dal potente barone delle ferrovie William Bradford Berrigan.
Berrigan sta cercando di impossessarsi delle terre dei Collogero e di altre famiglie della zona per poter costruire una nuova ferrovia. Quando il conflitto si intensifica, uccide il patriarca della famiglia, Sebastian Collogero. Il figlio Marco chiede giustizia e, con l'aiuto della sua famiglia, inizia una guerriglia aperta contro Berrigan.